# Административно-территориальное деление Кирилловского района
Кирилловский район — административно-территориальная единица в Вологодской области Российской Федерации. В рамках организации местного самоуправления ему соответствует одноимённое муниципальное образование Кирилловский муниципальный район.
Административный центр — город Кириллов.

## Административно-территориальные единицы
Кирилловский район в рамках административно-территориального устройства, включает 1 город районного значения (Кириллов) и 15 сельсоветов:
| №  | Сельсовет        | Соответствующее муниципальное образование |
| -- | ---------------- | ----------------------------------------- |
| 1  | Алёшинский       | Алёшинское СП                             |
| 2  | Волокославинский | Николоторжокское СП                       |
| 3  | Горицкий         | ГП город Кириллов                         |
| 4  | Ивановоборский   | Алёшинское СП                             |
| 5  | Коварзинский     | Ферапонтовское СП                         |
| 6  | Колкачский       | СП Талицкое МО                            |
| 7  | Коротецкий       | Чарозерское СП                            |
| 8  | Липовский        | СП Липовское                              |
| 9  | Мигачевский      | Алёшинское СП                             |
| 10 | Николо-Торжский  | Николоторжокское СП                       |
| 11 | Печенгский       | Чарозерское СП                            |
| 12 | Суховерховский   | Ферапонтовское СП, ГП город Кириллов      |
| 13 | Талицкий         | СП Талицкое МО                            |
| 14 | Ферапонтовский   | Ферапонтовское СП                         |
| 15 | Чарозерский      | Чарозерское СП                            |

## Муниципальные образования

Муниципальные образования с 2015 года

Муниципальный район, в рамках организации местного самоуправления, делится на 7 муниципальных образований нижнего уровня, в том числе 1 городское и 6 сельских поселений.
| Муниципальное образование         | Административный центр | Административно-территориальные единицы (состав по структуре ОКАТО)   |
| --------------------------------- | ---------------------- | --------------------------------------------------------------------- |
| город Кириллов                    | Кириллов               | город Кириллов, Горицкий сельсовет, частично Суховерховский сельсовет |
| Алёшинское сельское поселение     | Шиндалово              | Алёшинский, Ивановоборский, Мигачевский сельсоветы                    |
| Липовское сельское поселение      | Вогнема                | Липовский сельсовет                                                   |
| Николоторжское сельское поселение | Никольский Торжок      | Николо-Торжский, Волокославинский сельсоветы                          |
| Талицкое сельское поселение       | Талицы                 | Талицкий, Колкачский сельсоветы                                       |
| Ферапонтовское сельское поселение | Ферапонтово            | Ферапонтовский, Суховерховский, Коварзинский сельсоветы               |
| Чарозерское сельское поселение    | Чарозеро               | Чарозерский, Коротецкий, Печенгский сельсоветы                        |

### История муниципального устройства

Муниципальные образования в 2006—2009 гг.

Первоначально к 1 января 2006 года на территории муниципального района было образовано 1 городское и 9 сельских поселений.
| Муниципальное образование         | Административный центр | Административно-территориальные единицы (состав по структуре ОКАТО) |
| --------------------------------- | ---------------------- | ------------------------------------------------------------------- |
| город Кириллов                    | Кириллов               | город Кириллов, частично Суховерховский сельсовет                   |
| Алёшинское сельское поселение     | Шиндалово              | Алёшинский, Ивановоборский, Мигачевский сельсоветы                  |
| Горицкое сельское поселение       | Горицы                 | Горицкий сельсовет                                                  |
| Коварзинское сельское поселение   | Коварзино              | Коварзинский сельсовет                                              |
| Липовское сельское поселение      | Вогнема                | Липовский сельсовет                                                 |
| Николоторжское сельское поселение | Никольский Торжок      | Николо-Торжский, Волокославинский сельсоветы                        |
| Суховерховское сельское поселение | Суховерхово            | Суховерховский сельсовет                                            |
| Талицкое сельское поселение       | Талицы                 | Талицкий, Колкачский сельсоветы                                     |
| Ферапонтовское сельское поселение | Ферапонтово            | Ферапонтовский сельсовет                                            |
| Чарозерское сельское поселение    | Чарозеро               | Чарозерский, Коротецкий, Печенгский сельсоветы                      |

Муниципальные образования в 2009—2015 гг.

Законом Вологодской области от 13 апреля 2009 года было упразднено сельское поселение Суховерховское (включено в Ферапонтовское).
| Муниципальное образование         | Административный центр | Административно-территориальные единицы (состав по структуре ОКАТО) |
| --------------------------------- | ---------------------- | ------------------------------------------------------------------- |
| город Кириллов                    | Кириллов               | город Кириллов, частично Суховерховский сельсовет                   |
| Алёшинское сельское поселение     | Шиндалово              | Алёшинский, Ивановоборский, Мигачевский сельсоветы                  |
| Горицкое сельское поселение       | Горицы                 | Горицкий сельсовет                                                  |
| Коварзинское сельское поселение   | Коварзино              | Коварзинский сельсовет                                              |
| Липовское сельское поселение      | Вогнема                | Липовский сельсовет                                                 |
| Николоторжское сельское поселение | Никольский Торжок      | Николо-Торжский, Волокославинский сельсоветы                        |
| Талицкое сельское поселение       | Талицы                 | Талицкий, Колкачский сельсоветы                                     |
| Ферапонтовское сельское поселение | Ферапонтово            | Ферапонтовский, Суховерховский сельсоветы                           |
| Чарозерское сельское поселение    | Чарозеро               | Чарозерский, Коротецкий, Печенгский сельсоветы                      |

Законом Вологодской области от 25 июня 2015 года были упразднены сельское поселение Горицкое (включено в городское поселение город Кириллов); а также сельское поселение Коварзинское (включено в Ферапонтовское).